# Cheb
Chebⓘ (niem. Eger) – miasto w zachodnich Czechach, w kraju karlowarskim nad rzeką Ohrzą, w pobliżu granicy z Niemcami. 
Według danych z 1 stycznia 2024, liczba mieszkańców miasta wynosi 32 825 osób (34. miejsce w kraju).
25 lutego 1634 na zamku w Chebie zamordowano księcia Albrechta von Wallensteina.
W Chebie urodził się reprezentant Czech w piłce nożnej – Pavel Nedvěd (30 sierpnia 1972).

## Demografia
| Rok             | 1970   | 1980   | 1991   | 2001   | 2003   | 2008   | 2021   | 2024   |
| --------------- | ------ | ------ | ------ | ------ | ------ | ------ | ------ | ------ |
| Liczba ludności | 26 650 | 30 883 | 31 847 | 32 893 | 33 242 | 34 818 | 31 920 | 32 825 |

## Gospodarka
W mieście rozwinął się przemysł maszynowy, środków transportu, włókienniczy, mięsne oraz browarniczy.

## Zabytki
Historyczne centrum miasta zachowało oryginalny układ przestrzenny. Do najważniejszych zabytków zaliczają się:
- Zamek chebski – wzniesiony w stylu romańskim przez cesarza Fryderyka I Barbarossę około 1180.
- Kościół św. Mikołaja i Elżbiety – gotycki (pierwotnie romański).
- Špalíček – zespół jedenastu średniowiecznych domów kupieckich przy rynku.

## Transport
W mieście znajduje się stacja kolejowa Cheb.

## Galeria

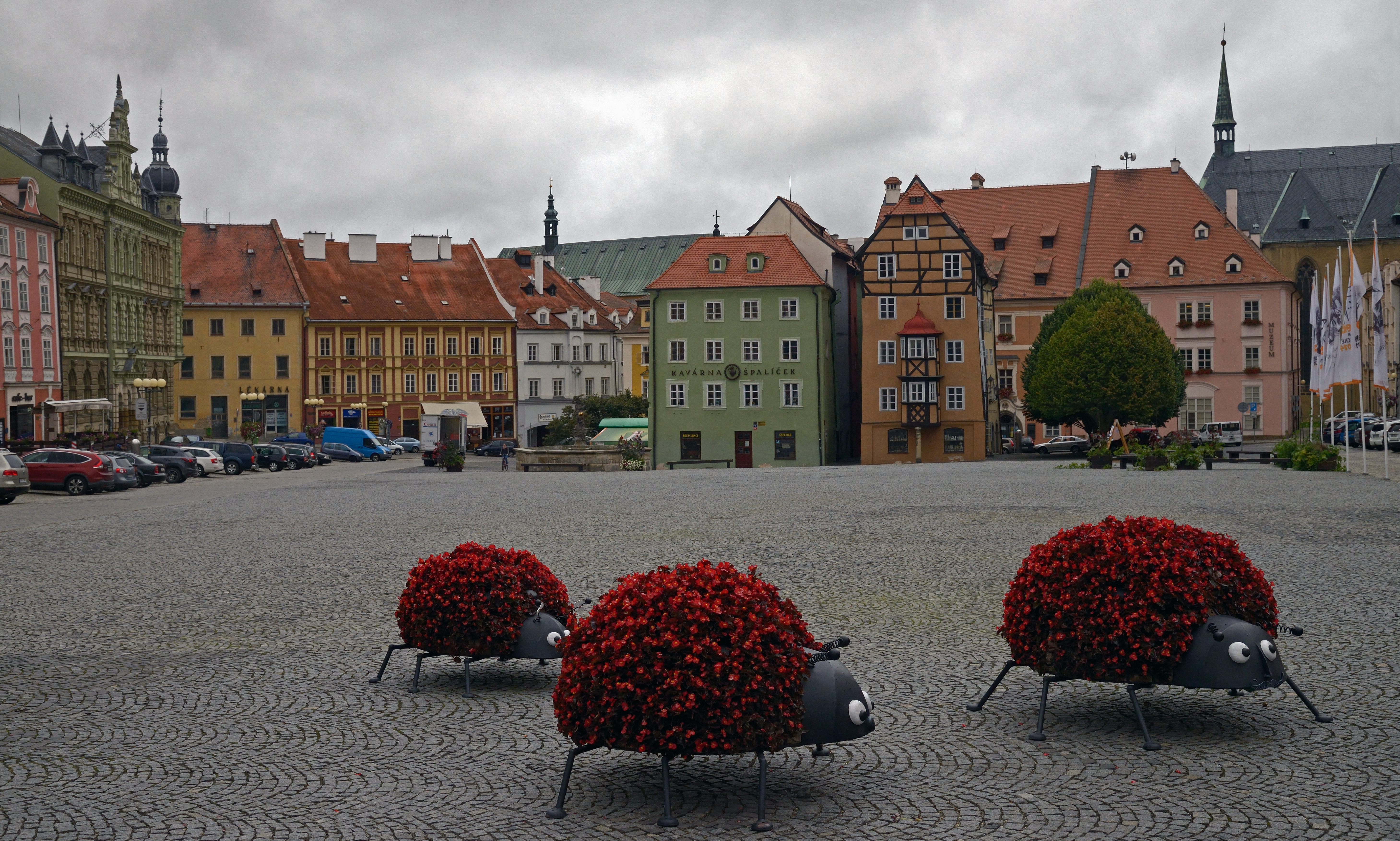
Rynek
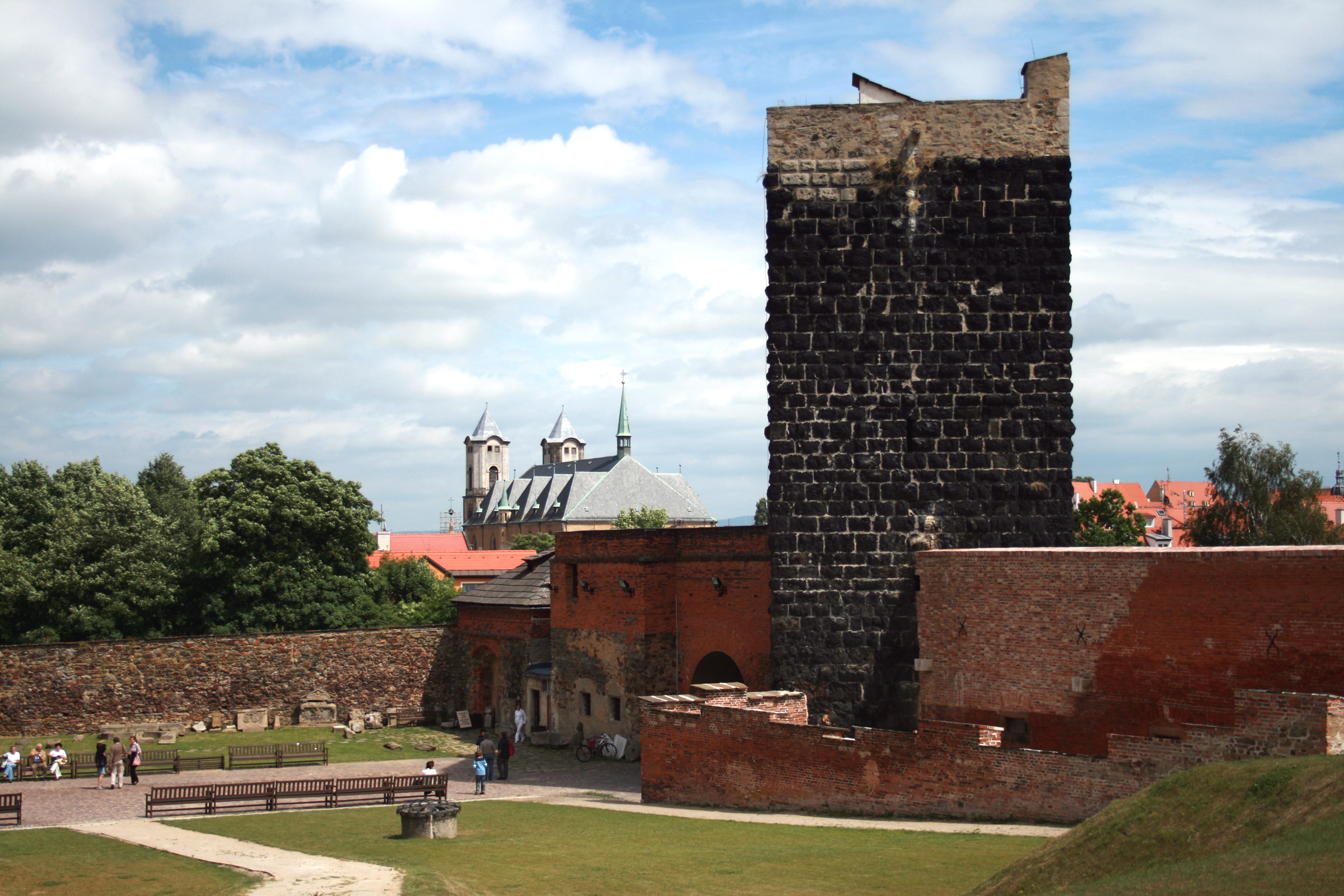
Czarna wieża na zamku w Chebie
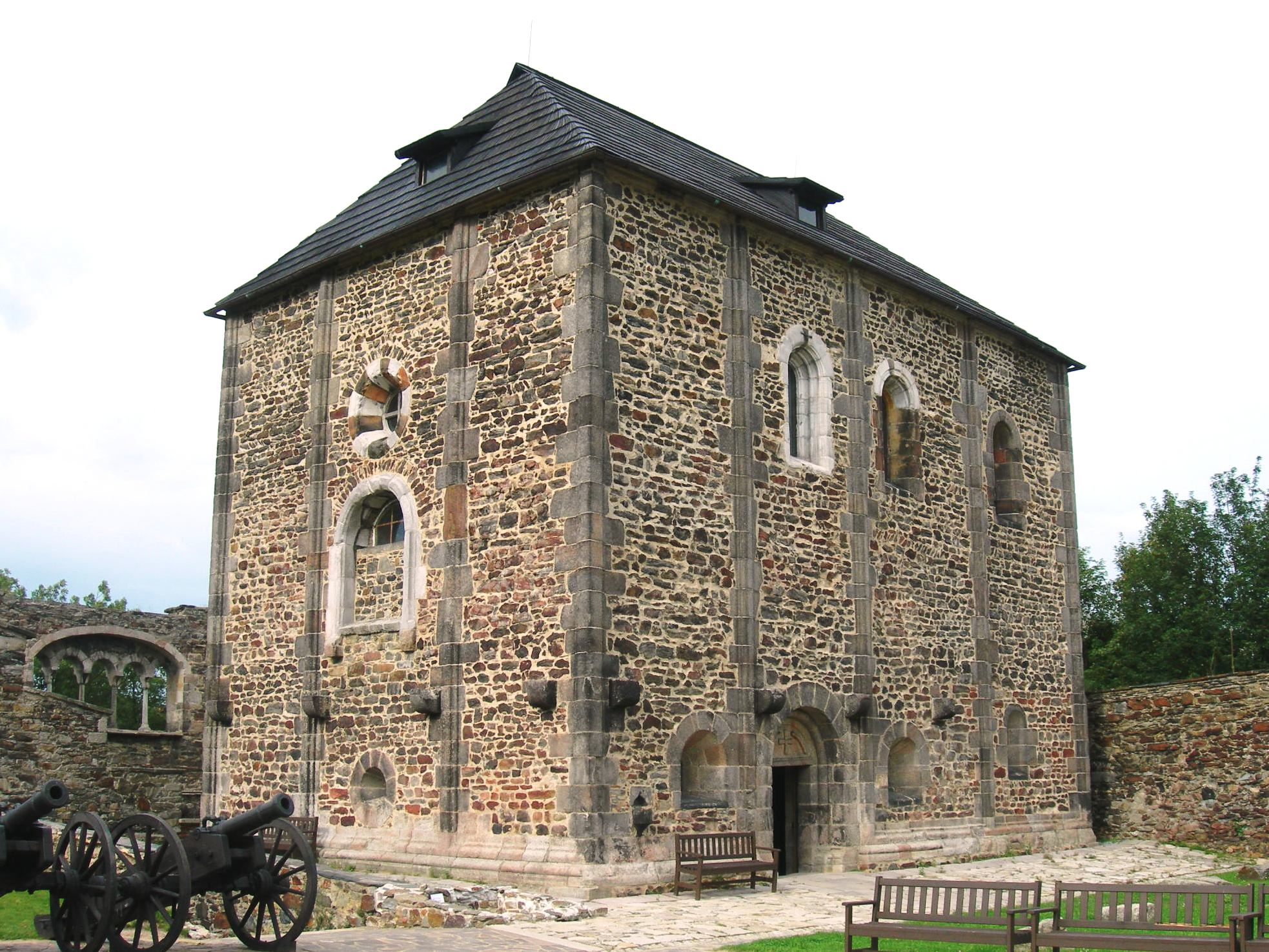
Kaplica zamkowa
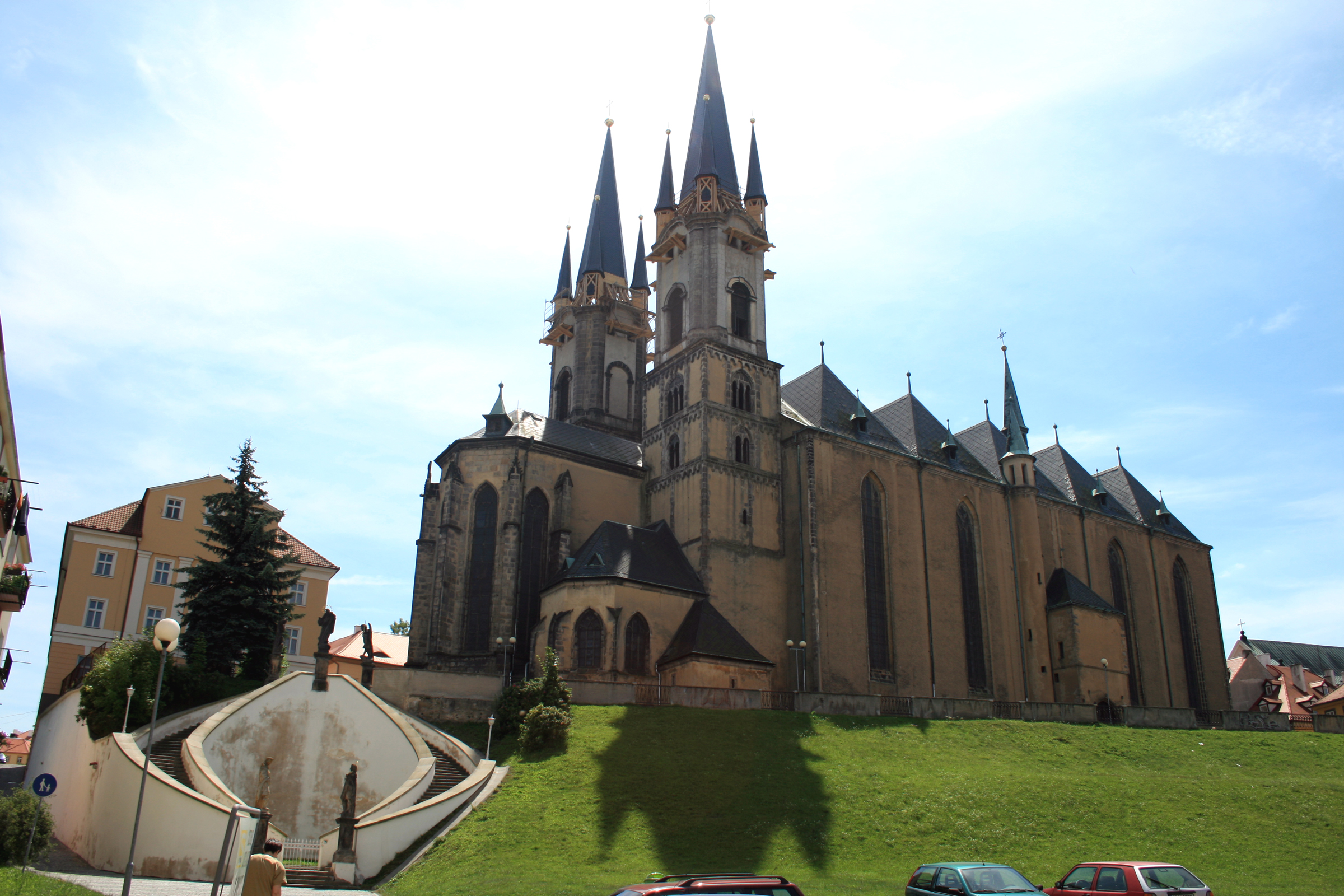
Kościół św. Mikołaja
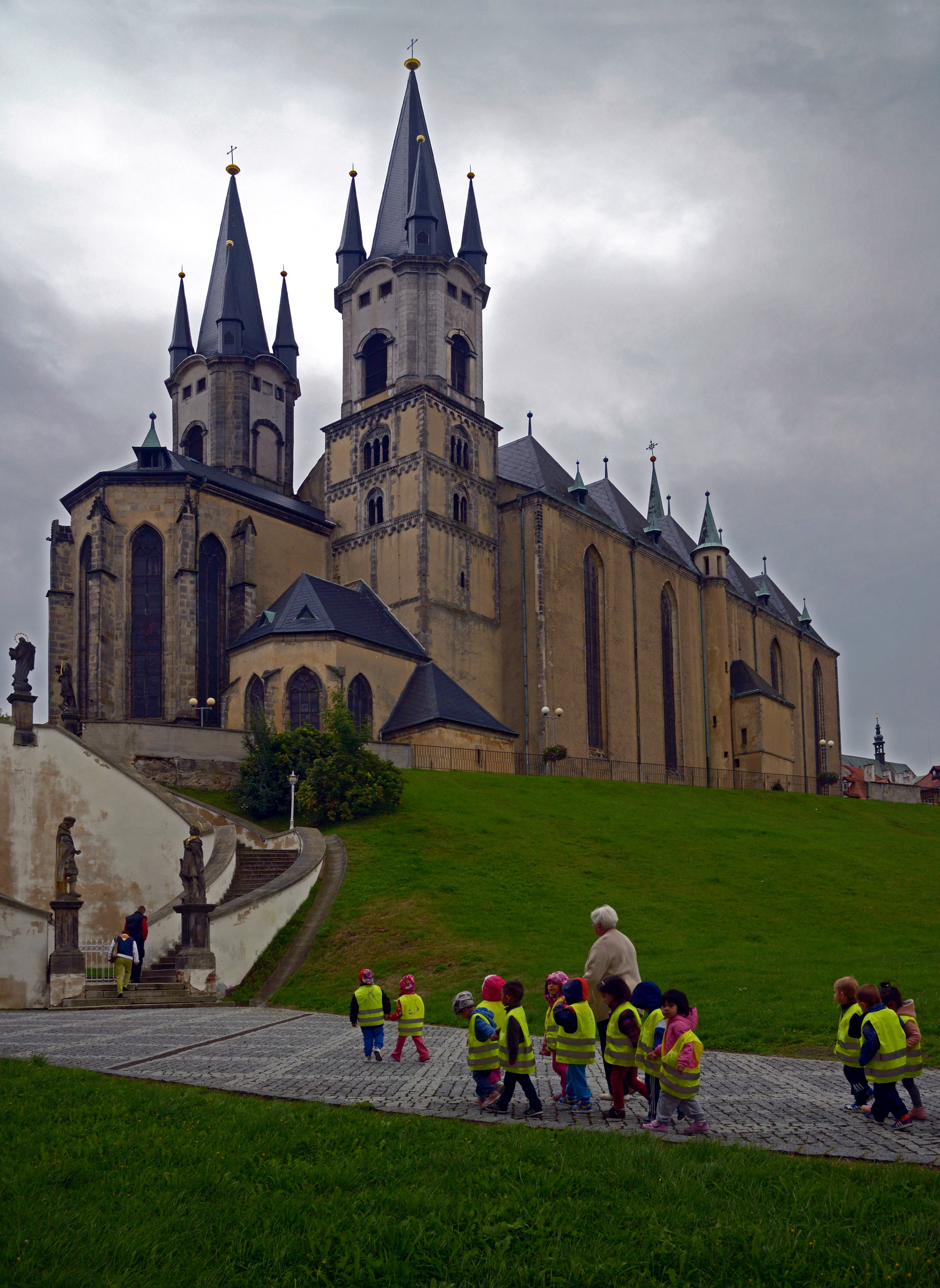
Dzieci w pobliżu kościoła św. Mikołaja i Elżbiety
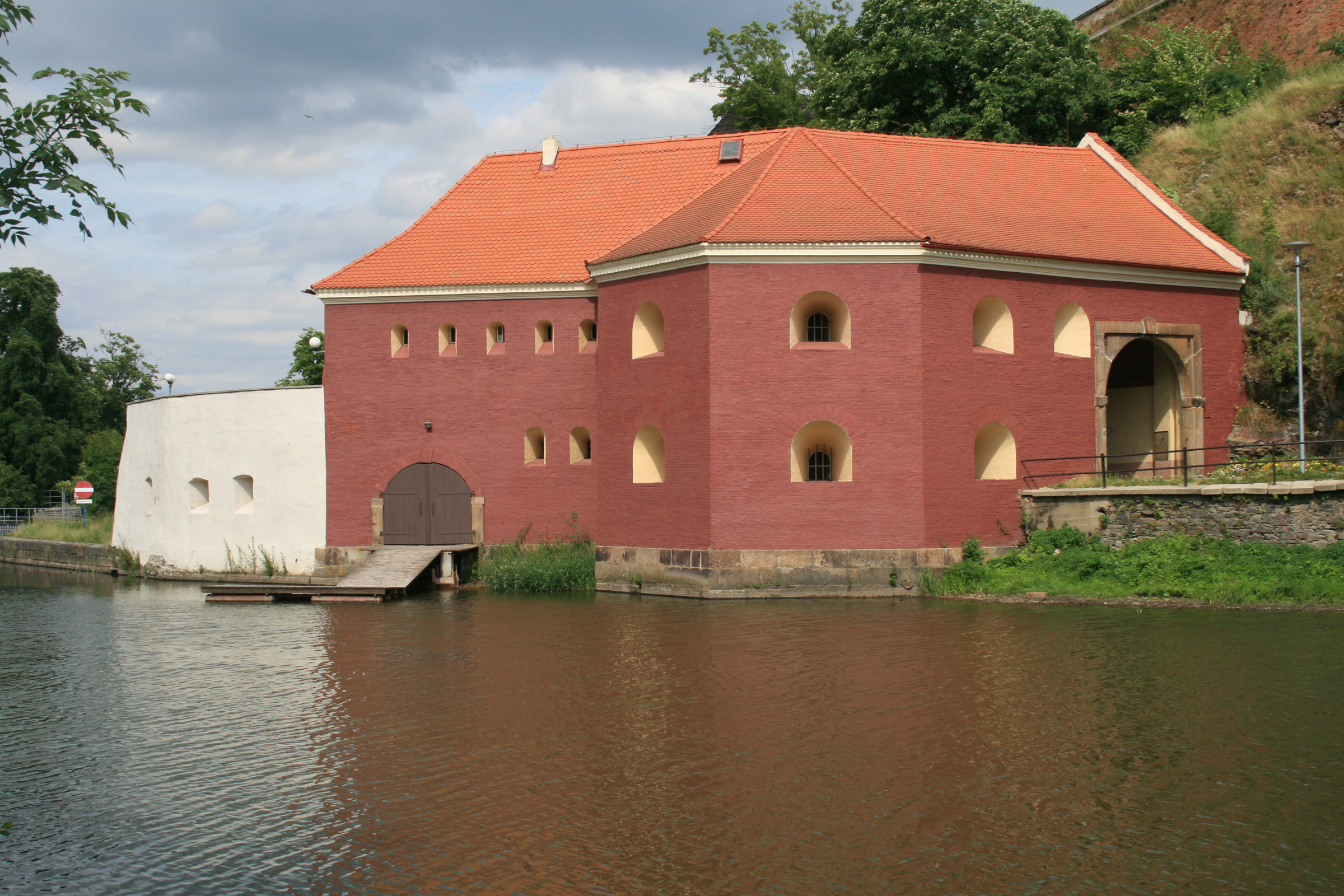
Brama Piaskowa pod zamkiem

## Miasta partnerskie
- Niemcy: Hof
- Rosja: Niżny Tagił (do 2022)[6]
- Holandia: Rheden